# 中國智能交通
中國智能交通系統(控股)有限公司，簡稱中國智能交通系統(控股)、中國智能交通系統，以及中國智能交通（英語：China ITS (Holdings) Co., Ltd.，港交所：1900），於2001年，由瑞华赢投資控股有限公司，在北京（總部）成立「北京瑞华赢科技发展有限公司」。
董事長為廖杰。行政總裁為姜海林。業務在內地經營提供整体解决方案、专业解决方案及增值服务，生產和銷售高新技术企业。
該公司股份在2010年7月15日於港交所主板上市。招股價為3.9港元，全球發售為236,840,000股，集資額為9.2億港元。

## 連結
- its.cn（页面存档备份，存于）